# Rostislav Vlach
Rostislav Vlach (* 3. července 1962 Přerov) je český hokejový trenér a bývalý útočník.

## Trenérská kariéra
Po ukončení aktivní kariéry se začal věnovat trenéřině. Tři roky působil v týmu PSG Zlín jako asistent Zdeňka Venery, poté, co se zkušený kouč přesunul do Brna, se pak stal hlavním trenérem. Hned v první sezoně pak svůj tým dovedl k 7. místu v základní části. V následujícím předkole pak tým vyřadil Třinec a sezonu ukončil ve čtvrtfinále, kde s Plzní sehrál vyrovnanou partii, kterou nakonec rozhodl až 7. duel.
V ročníku 2012/2013 dovedl svůj tým k vítězství v základní části. Zlín potom postupně vyřadil Třinec a Vítkovice shodným výsledkem 4:2 na zápasy. Ve finálové sérii se tým utkal s Plzní, kde muselo rozhodnout až poslední 7. utkání. V něm Zlín nakonec před koncem druhého prodloužení dostal branku na 4:3 pro Plzeň a skončil tak krůček před titulem.
Byl vyhlášen nejlepším trenérem pro sezonu 2012/2013, ve které tým Zlína dovedl nejprve k vítězství v základní části a v play off pak k celkovému 2. místu.
V sezóně 2013/2014 dovedl PSG Zlín ve finále na domácím ledě proti HC Kometa Brno k extraligovému titulu (4:1 na zápasy).
V následující sezoně se jeho mužstvu nedařilo – dostavila se pověstná mistrovská kocovina. Tým Zlína byl z počátku sezony na posledním místě, poté se sice maličko zvedl, ale první desítka se zdála být nedostižitelná. Vedení klubu ale nechalo Vlachův tým v klidu, neprovedlo žádné výrazné změny a zejména ponechalo důvěru trenérskému triu Vlach, Jurík a Hrazdira. A to se nakonec vyplatilo. Ve druhé polovině sezony předváděl tým výborné výkony a dokráčel si pro celkové 6. místo po základní části. Ve čtvrtfinále play off se střetl se třetím Brnem, které velmi potrápil – série dospěla až do sedmého duelu. Brno využilo domácího prostředí a Zlín tak po mistrovské sezoně skončil šestý. Vedení klubu i přesto hovořilo pozitivně a s trenéry se domluvilo na další spolupráci.
V průběhu sezóny 2016/2017 byl i s asistentem Jurajem Juríkem odvolán, kvůli špatným sportovním výsledkům. Vzápětí se stal hlavním trenérem České reprezentace U17.
V roce 2022 po neúspěšné sezóně a sestupu klubu PSG Berani Zlín po 42 letech z Extraligy, se dohodl s klubem, že se pokusí, jako hlavní trenér spolu s asistentem Jurajem Juríkem, vrátit berany zpátky do nejvyšší české ligy.

## Ocenění a úspěchy
- 1994 Postup s týmem TJ Zbrojovka Vsetín do ČHL
- 1995 ČHL – Nejlepší nahrávač v playoff
- 1995 ČHL – Nejužitečnější hráč v playoff
- 1995 ČHL – Vítězný gól
- 2013 ČHL – Nejlepší trenér
- 2014 ČHL – Nejlepší trenér

## Klubová statistika
| Sezóna        | Klub                       | Soutěž        |    | Základní část | Základní část | Základní část | Základní část | Základní část |   | Play off | Play off | Play off | Play off | Play off |
| Sezóna        | Klub                       | Soutěž        | Z  | G             | A             | B             | TM            | Z             | G | A        | B        | TM       |          |          |
| 1979–80       | TJ Gottwaldov              | 1.ČSHL        | —  | —             | —             | —             | —             | —             | — | —        | —        | —        |          |          |
| 1980–81       | TJ Gottwaldov              | ČSHL          | 43 | 14            | 20            | 34            | 43            | —             | — | —        | —        | —        |          |          |
| 1981–82       | TJ Gottwaldov              | ČSHL          | 43 | 8             | 8             | 16            | —             | —             | — | —        | —        | —        |          |          |
| 1982–83       | ASD Dukla Jihlava          | ČSHL          | 44 | 12            | 10            | 22            | 41            | —             | — | —        | —        | —        |          |          |
| 1983–84       | ASD Dukla Jihlava          | ČSHL          | 36 | 9             | 9             | 18            | —             | —             | — | —        | —        | —        |          |          |
| 1984–85       | TJ Gottwaldov              | ČSHL          | 43 | 11            | 11            | 22            | 46            | —             | — | —        | —        | —        |          |          |
| 1985–86       | TJ Gottwaldov              | ČSHL          | 32 | 19            | 7             | 26            | —             | 5             | 1 | 2        | 3        | —        |          |          |
| 1986–87       | TJ Gottwaldov              | ČSHL          | 34 | 24            | 12            | 36            | 66            | 7             | 4 | 3        | 7        | —        |          |          |
| 1987–88       | TJ Gottwaldov              | ČSHL          | 41 | 22            | 20            | 42            | 48            | —             | — | —        | —        | —        |          |          |
| 1988–89       | TJ Gottwaldov              | ČSHL          | 41 | 20            | 18            | 38            | 79            | —             | — | —        | —        | —        |          |          |
| 1989–90       | TJ Zlín                    | ČSHL          | 51 | 16            | 23            | 39            | —             | —             | — | —        | —        | —        |          |          |
| 1990–91       | JoKP                       | I-div.        | 44 | 33            | 48            | 81            | 83            | —             | — | —        | —        | —        |          |          |
| 1991–92       | JoKP                       | SM-l          | 37 | 9             | 9             | 18            | 70            | —             | — | —        | —        | —        |          |          |
| 1992–93       | TuS Geretsried             | OL            | 33 | 31            | 30            | 61            | 51            | —             | — | —        | —        | —        |          |          |
| 1993–94       | TJ Zbrojovka Vsetín        | 1.ČHL         | —  | 20            | 32            | 52            | —             | —             | — | —        | —        | —        |          |          |
| 1994–95       | HC Dadák Vsetín            | ČHL           | 44 | 9             | 15            | 24            | 77            | 11            | 2 | 12       | 14       | 24       |          |          |
| 1995–96       | HC Dadák Vsetín            | ČHL           | 32 | 13            | 15            | 28            | 37            | 10            | 1 | 4        | 5        | 14       |          |          |
| 1996–97       | HC Petra Vsetín            | ČHL           | 41 | 12            | 24            | 36            | 91            | 10            | 4 | 3        | 7        | 6        |          |          |
| 1997–98       | HC Petra Vsetín            | ČHL           | 20 | 3             | 4             | 7             | 27            | —             | — | —        | —        | —        |          |          |
| 1997–98       | HK 36 Skalica              | SHL           | 20 | 5             | 13            | 18            | 14            | —             | — | —        | —        | —        |          |          |
| 1998–99       | HK 36 Skalica              | SHL           | 27 | 8             | 16            | 24            | 30            | —             | — | —        | —        | —        |          |          |
| 1998–99       | HC Slezan Opava            | ČHL           | 18 | 4             | 1             | 5             | 8             | —             | — | —        | —        | —        |          |          |
| 1999–00       | HK 36 Skalica              | SHL           | 54 | 12            | 20            | 32            | 89            | —             | — | —        | —        | —        |          |          |
| 2000–01       | HK 36 Skalica              | SHL           | 20 | 5             | 5             | 10            | 26            | —             | — | —        | —        | —        |          |          |
| 2000–01       | HKm Zvolen                 | SHL           | 34 | 5             | 18            | 23            | 30            | 9             | 0 | 9        | 9        | 6        |          |          |
| 2001–02       | HC Vsetín                  | ČHL           | 49 | 18            | 18            | 36            | 60            | —             | — | —        | —        | —        |          |          |
| 2002–03       | HC Hamé Zlín               | ČHL           | 52 | 11            | 25            | 36            | 22            | —             | — | —        | —        | —        |          |          |
| 2003–04       | HC Hamé Zlín               | ČHL           | 51 | 7             | 15            | 22            | 36            | 17            | 1 | 2        | 3        | 16       |          |          |
| 2004–05       | Vsetínská hokejová         | ČHL           | 49 | 4             | 7             | 11            | 68            | —             | — | —        | —        | —        |          |          |
| 2005–06       | TJ Valašské Meziříčí       | 2.ČHL         | 24 | 10            | 19            | 29            | 12            | 3             | 0 | 2        | 2        | 34       |          |          |
| 2006–07       | HC Bobři Valašské Meziříčí | 2.ČHL         | 4  | 1             | 1             | 2             | 8             | —             | — | —        | —        | —        |          |          |
| Celkem v SM-l | Celkem v SM-l              | Celkem v SM-l | 37 | 9             | 9             | 18            | 70            | 5             | 1 | 4        | 5        | 8        |          |          |

## Reprezentace
| Rok                       | Tým                       | Soutěž                    | Z  | G | A | B  | TM |
| ------------------------- | ------------------------- | ------------------------- | -- | - | - | -- | -- |
| 1981                      | Československo 20         | MSJ                       | 5  | 3 | 4 | 7  | 2  |
| 1982                      | Československo 20         | MSJ                       | 7  | 2 | 5 | 7  | 9  |
| 1987                      | Československo            | KP                        | 6  | 0 | 1 | 1  | 0  |
| 1987                      | Československo            | MS                        | 3  | 0 | 1 | 1  | 2  |
| 1988                      | Československo            | OH                        | 8  | 0 | 3 | 3  | 4  |
| 1989                      | Československo            | MS                        | 10 | 0 | 3 | 3  | 10 |
| 1997                      | Česko                     | MS                        | 8  | 2 | 0 | 2  | 0  |
| Juniorská kariéra celkově | Juniorská kariéra celkově | Juniorská kariéra celkově | 12 | 5 | 9 | 14 | 11 |
| Seniorská kariéra celkově | Seniorská kariéra celkově | Seniorská kariéra celkově | 35 | 2 | 8 | 10 | 16 |